# Lijst van rijksmonumenten in Maastricht/Stokstraat
Een overzicht van de 43 rijksmonumenten in de stad Maastricht gelegen aan of bij de Stokstraat.
| Object | Oorspronkelijke functie? | Bouwjaar                         | Architect | Locatie           | Coördinaten?                  | Nr.?  | Afbeelding                                                  |
| --- | ------------------------ | -------------------------------- | --------- | ----------------- | ----------------------------- | ----- | ----------------------------------------------------------- |
| Hoekhuis in de trant der zgn. Maaslandse renaissance met topgevel aan de zijde van de Stokstraat.                                                                                       | Gebouw                   | 17e eeuw                         |           | Stokstraat 2      | 50° 50' 56" NB, 5° 41' 38" OL | 27570 | Meer afbeeldingen                                           |
| Huis met lijstgevel. | Gebouw                   | 18e eeuw                         |           | Stokstraat 3      | 50° 50' 56" NB, 5° 41' 39" OL | 27584 | Meer afbeeldingen                                           |
| Huis met lijstgevel. | Gebouw                   |                                  |           | Stokstraat 4      | 50° 50' 56" NB, 5° 41' 38" OL | 27571 | Meer afbeeldingen                                           |
| Huis met lijstgevel. | Gebouw                   | 18e eeuw                         |           | Stokstraat 5      | 50° 50' 56" NB, 5° 41' 39" OL | 27585 | Meer afbeeldingen                                           |
| Huis met lijstgevel. | Gebouw                   | 1706                             |           | Stokstraat 6      | 50° 50' 56" NB, 5° 41' 38" OL | 27572 | Meer afbeeldingen                                           |
| Huis met lijstgevel. | Gebouw                   | 18e eeuw                         |           | Stokstraat 7      | 50° 50' 56" NB, 5° 41' 39" OL | 27586 | Meer afbeeldingen                                           |
| Huis met voorgevel, in de trant der zgn. Maaslandse renaissance, eindigend in een hoofdgestel met consoles.                                                                             | Gebouw                   | 17e eeuw                         |           | Stokstraat 8      | 50° 50' 56" NB, 5° 41' 38" OL | 27573 | Meer afbeeldingen                                           |
| Huis met smalle gevel. | Gebouw                   | 17e eeuw                         |           | Stokstraat 10A    | 50° 50' 55" NB, 5° 41' 38" OL | 27574 | Meer afbeeldingen                                           |
| Huis met lijstgevel van Naamse steen en met medaillon NOUS DESIRONS / LA PAIX / 1790.                                                                                                   | Gebouw                   | 1790                             |           | Stokstraat 11     | 50° 50' 55" NB, 5° 41' 39" OL | 27587 | Meer afbeeldingen                                           |
| Huis In den Moriaan met aan de Morenstraat een overgekraagde vakwerkgevel op een onderbouw met hoekblokken.                                                                             | Gebouw                   | 17e eeuw                         |           | Stokstraat 12     | 50° 50' 55" NB, 5° 41' 38" OL | 27575 | Meer afbeeldingen                                           |
| Pand met pui van Naamse steen. | Gebouw                   |                                  |           | Stokstraat 13     | 50° 50' 55" NB, 5° 41' 39" OL | 27588 | Meer afbeeldingen                                           |
| Hoekhuis met brede lijstgevel met een gevelsteen met koetspoort 17 IN:DE:RODE:POORT:39.                                                                                                 | Woonhuis                 | 1739                             |           | Stokstraat 14     | 50° 50' 55" NB, 5° 41' 38" OL | 27576 | Meer afbeeldingen                                           |
| Huis met lijstgevel. | Gebouw                   |                                  |           | Stokstraat 15     | 50° 50' 55" NB, 5° 41' 39" OL | 27589 | Meer afbeeldingen                                           |
| Huisje met lijstgevel. | Gebouw                   | 18e eeuw                         |           | Stokstraat 16     | 50° 50' 55" NB, 5° 41' 38" OL | 27577 | Meer afbeeldingen                                           |
| Pand met geblokte pui. | Gebouw                   |                                  |           | Stokstraat 17     | 50° 50' 55" NB, 5° 41' 39" OL | 27590 | Meer afbeeldingen                                           |
| Huis met lijstgevel. | Gebouw                   | eerste helft 18e eeuw            |           | Stokstraat 21     | 50° 50' 55" NB, 5° 41' 39" OL | 27591 | Meer afbeeldingen                                           |
| Huis met lijstgevel. | Gebouw                   | 18e eeuw                         |           | Stokstraat 22     | 50° 50' 54" NB, 5° 41' 38" OL | 27578 | Meer afbeeldingen                                           |
| Huis met wolfdak en lijstgevel en rondbogige koetspoort. | Gebouw                   | 18e eeuw                         |           | Stokstraat 24     | 50° 50' 54" NB, 5° 41' 38" OL | 27579 | Meer afbeeldingen                                           |
| Huis met lijstgevel. | Gebouw                   | 18e eeuw                         |           | Stokstraat 25     | 50° 50' 54" NB, 5° 41' 39" OL | 27592 | Meer afbeeldingen                                           |
| Huis IN DEN STEENEN BERGH met lijstgevel van Naamse steen. | Gebouw                   | 1669 /18e eeuw                   |           | Stokstraat 28     | 50° 50' 54" NB, 5° 41' 39" OL | 27580 | Meer afbeeldingen                                           |
| Huis met in de moderne gevel een steen met 1702 en met een achtergevel in vakwerk. | Gebouw                   | 1702                             |           | Stokstraat 27     | 50° 50' 54" NB, 5° 41' 39" OL | 27593 | Meer afbeeldingen                                           |
| Huis met lijstgevel. | Gebouw                   | 18e eeuw                         |           | Stokstraat 29     | 50° 50' 54" NB, 5° 41' 39" OL | 27594 | Meer afbeeldingen                                           |
| Huis met lijstgevel. | Woonhuis                 |                                  |           | Stokstraat 30     | 50° 50' 54" NB, 5° 41' 39" OL | 27581 | Meer afbeeldingen                                           |
| Huis, waarvan de voorgevel, eindigt in een hoofdgestel met consoles. | Gebouw                   | eerste helft 18e eeuw            |           | Stokstraat 31     | 50° 50' 54" NB, 5° 41' 39" OL | 27595 | Meer afbeeldingen                                           |
| Huis, waarvan het zadeldak aan voor- en achterzijde is afgesloten door topgevels in de trant der zgn. Maaslandse renaissance.                                                           | Gebouw                   | 17e eeuw                         |           | Stokstraat 32     | 50° 50' 54" NB, 5° 41' 39" OL | 27582 | Meer afbeeldingen                                           |
| Huis met lijstgevel. | Gebouw                   | 18e eeuw                         |           | Stokstraat 33     | 50° 50' 54" NB, 5° 41' 39" OL | 27596 | Meer afbeeldingen                                           |
| Huis met lijstgevel en een rondbogige koetspoort in Naamse steen. | Gebouw                   | derde kwart 18e eeuw             |           | Stokstraat 35     | 50° 50' 53" NB, 5° 41' 39" OL | 27597 | Meer afbeeldingen                                           |
| Huis met lijstgevel en gevelsteen met zwaan 17 IN DEN SWAEN 74. | Gebouw                   | 1774                             |           | Stokstraat 37     | 50° 50' 53" NB, 5° 41' 39" OL | 27598 | Meer afbeeldingen                                           |
| Hoekhuis, met aan de Stokstraat een topgevel met vlechtingen en twee rondbogige zoldervensters.                                                                                         | Gebouw                   | 17e eeuw                         |           | Stokstraat 38     | 50° 50' 53" NB, 5° 41' 39" OL | 27583 | Meer afbeeldingen                                           |
| Huis met lijstgevel, voorzien van horizontale reliefbanden. | Gebouw                   | 18e eeuw                         |           | Stokstraat bij 38 | 50° 50' 53" NB, 5° 41' 37" OL | 27495 | Huis met lijstgevel, voorzien van horizontale reliefbanden. |
| Huis met lijstgevel. | Gebouw                   | eerste helft 18e eeuw            |           | Stokstraat 41     | 50° 50' 53" NB, 5° 41' 39" OL | 27599 | Meer afbeeldingen                                           |
| Huis, waarvan de voorgevel, eindigt in een muizetandlijst. | Gebouw                   | 17e eeuw                         |           | Stokstraat 40     | 50° 50' 53" NB, 5° 41' 39" OL | 27600 | Meer afbeeldingen                                           |
| Huis met lijstgevel en gotisch geprofileerde rondbogige koetspoort. | Gebouw                   | 15e eeuw (koetspoort)            |           | Stokstraat 43     | 50° 50' 53" NB, 5° 41' 39" OL | 27606 | Meer afbeeldingen                                           |
| Huis met lijstgevel. | Gebouw                   | 18e eeuw                         |           | Stokstraat 42     | 50° 50' 52" NB, 5° 41' 39" OL | 27607 | Meer afbeeldingen                                           |
| Huis met flauw geknikte gevel, eindigend in een hoofdgestel met consoles. | Gebouw                   | 17e eeuw                         |           | Stokstraat 44C    | 50° 50' 52" NB, 5° 41' 39" OL | 27608 | Meer afbeeldingen                                           |
| In de kelder van modern schoolgebouw, dat zelf niet op de lijst is geplaatst, Romeins muurwerk met rondboogvenstertje. In voorgevel gevelsteen: vos met eend 17 AU RENARD BON LOGES 57. | Gebouw                   | Romeins / 1757                   |           | Stokstraat 46     | 50° 50' 52" NB, 5° 41' 39" OL | 27609 | Meer afbeeldingen                                           |
| Huis met lijstgevel, met banden en hoekblokken van mergel. Gevelsteen: IN HET WIT CRUIS.                                                                                                | Gebouw                   | 17e eeuw (huis) - 18e eeuw (pui) |           | Stokstraat 47     | 50° 50' 52" NB, 5° 41' 40" OL | 27610 | Meer afbeeldingen                                           |
| Huis met lijstgevel. | Woonhuis                 | 18e eeuw                         |           | Stokstraat 49     | 50° 50' 52" NB, 5° 41' 40" OL | 27611 | Meer afbeeldingen                                           |
| Huis met lijstgevel. | Gebouw                   | 18e eeuw                         |           | Stokstraat 51     | 50° 50' 52" NB, 5° 41' 40" OL | 27612 | Meer afbeeldingen                                           |
| Huis met lijstgevel. | Gebouw                   | 1709                             |           | Stokstraat 53     | 50° 50' 51" NB, 5° 41' 40" OL | 27613 | Meer afbeeldingen                                           |
| Huis met lijstgevel. De zijgevels bevatten resten van een 13e-eeuwse woontoren, overblijfsels van de voormalige Refugie van Sint Gerlach.                                               | Gebouw                   | eerste helft 18e eeuw            |           | Stokstraat 55     | 50° 50' 51" NB, 5° 41' 40" OL | 27614 | Meer afbeeldingen                                           |
| Huis, waarvan de gevel eindigt in een hoofdgestel met consoles. Gevelsteen: een olifant met draagstoel op de rug en 16 52.                                                              | Gebouw                   | 1652                             |           | Stokstraat 57     | 50° 50' 51" NB, 5° 41' 40" OL | 27615 | Meer afbeeldingen                                           |
| Huis in de trant der zgn. Maaslandse renaissance, met topgevel aan de straat. | Gebouw                   | 17e eeuw                         |           | Stokstraat 59     | 50° 50' 51" NB, 5° 41' 40" OL | 27616 | Meer afbeeldingen                                           |